# 西シドニー空港
西シドニー国際空港   (英: Western Sydney Airport) は、オーストラリアのニューサウスウェールズ州シドニー郊外、バジェリーズ・クリークで建設中の空港である。2026年12月の開港を予定している。
カンタス航空の女性パイロットであったナンシー＝バード・ウォルトンの名前をとり、ナンシー＝バード・ウォルトン空港 (英: Nancy Bird Walton Airport) という別称も付けられた。 

## 概要

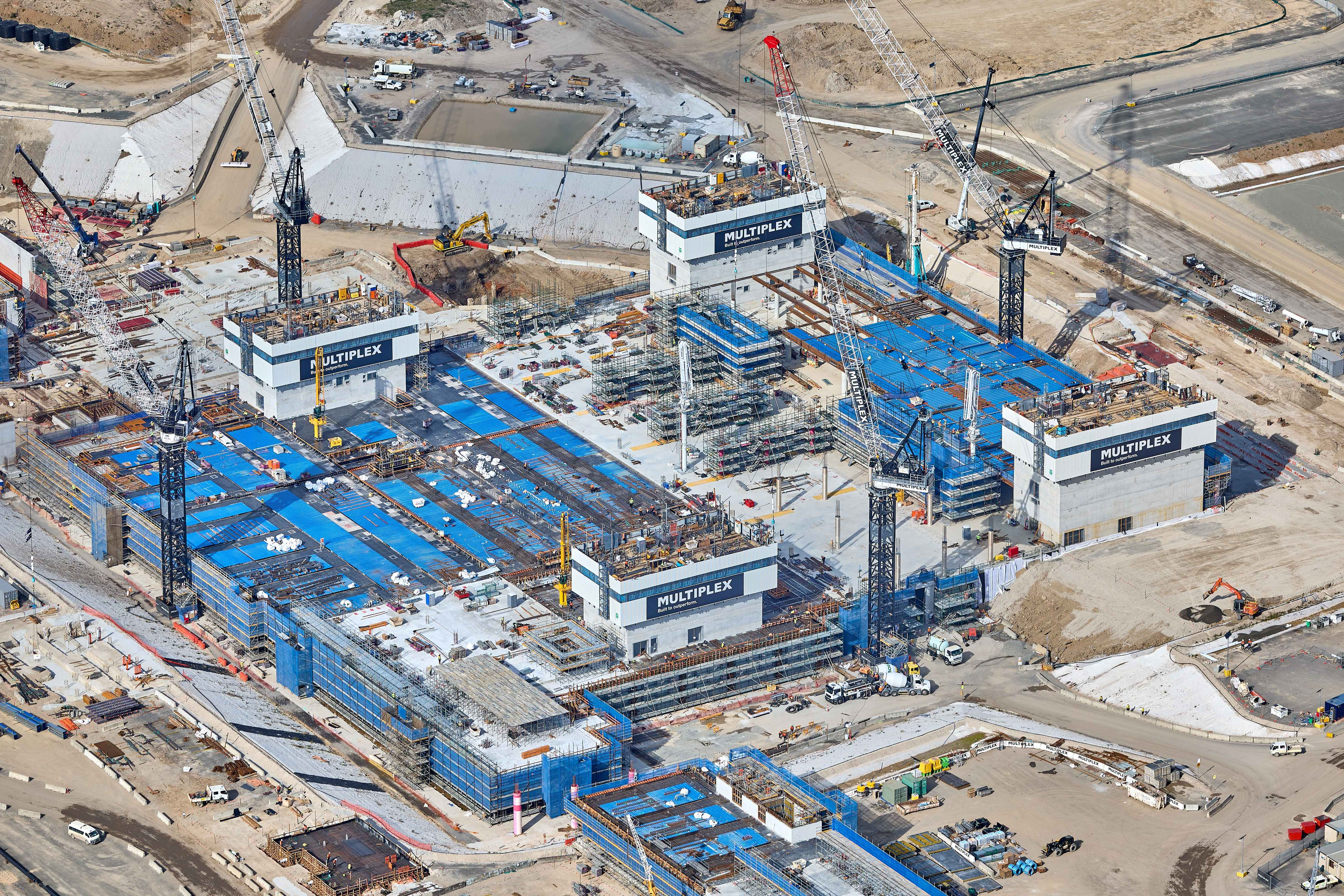
建築工事中のターミナル (2022年9月)

1919年に開港したシドニー国際空港は、世界でも最も古い空港に分類され、市街地の開発に制限を与えてきた。1995年以降、騒音問題による夜間飛行制限が実施されており、新空港の建設が長期にわたって議論されてきた。
2014年4月に、シドニー中心部から西方に44kmのバジェリーズ・クリークに予定地が決定、2018年9月に建設工事が始まった。
旅客ターミナルの設計は、ザハ・ハディッドらによる共同案に決まった。
空港周辺で開発されるエアトロポリス（空港都市）は、ブラッドフィールド (英: Bradfield) と名付けられた。
空港連絡道路などの建設も進められている。